# Просопография
Просопографията (старогръцки πρόσωπων „личност“ и γράφω „описание“) е специализирано биографическо изследване в исторически контекст на общите характеристики на дадена социална група от хора със специфични черти (по признак на династия, длъжност, епоха, категория, място, прослойка и пр.), която е свързана помежду си.
Професионалният просопографски анализ има за предмет да възпроизведе моделите на взаимоотношенията и дейностите, чрез проучване на колективната биография на социогрупата. За целта се извършва събиране на възможния обем информация, описание на личностите и анализ на съществуващите биографически данни за точно определената група от индивиди.
Просопографията е ценен метод за историческо изследване при изучаване на обществото в медиевистиката. Терминът и методът за историческо изследване добиват доста привърженици в последно време и стават все по-популярни при изучаване на обществените отношения в минало време.
Превръщането на просопографията в научна дисциплина дължим на френския учен Шарл Дюканж.